# Кербутовка
Кербу́товка (укр. Кербутівка) — село, расположенное на территории Борзнянского района Черниговской области (Украина) на берегу реки Сейм.
Население составляет 420 жителей (2006).
Село Кербутовка находится примерно в 27 км к северо-востоку от центра города Борзна. На западе граничит с селом Новые Млины. Средняя высота населённого пункта — 123 м над уровнем моря. Село находится в зоне умеренно континентального климата.
Национальный состав представлен преимущественно украинцами, конфессиональный состав — христианами.

## Известные уроженцы
- Бараненко, Владимир Яковлевич (1923—1975) — капитан Советской Армии, участник Великой Отечественной войны, Герой Советского Союза (1946).